# Шинн Фейн
Шинн Фейн (ірл. Sinn Féin ʃɪnʲ ˈfʲeːnʲ, Ми самі по собі) — політична організація в Ірландії, заснована 1905 року зусиллями Артура Ґріффіта. На початку 1970-х унаслідок розколу було утворено партію Шинн Фейн, що діє в Ірландії та Північній Ірландії донині. Шинн Фейн — ірландська республіканська партія лівого спрямування, що виступає за єдину Ірландію.
На парламентських виборах 2020 року в Ірландії здобула 24,5 % голосів виборців і 37 мандатів. Це стало найкращим результатом для партії з 1923 року. На останніх виборах у британську Палату громад, що відбулися 2019 року, партія здобула 22,8 % голосів жителів Північної Ірландії та 7 місць у парламенті. Проте незважаючи на результат виборів до британського Парламенту депутати від партії ніколи не беруть участі в його роботі, оскільки відмовляються присягати британським монархам.

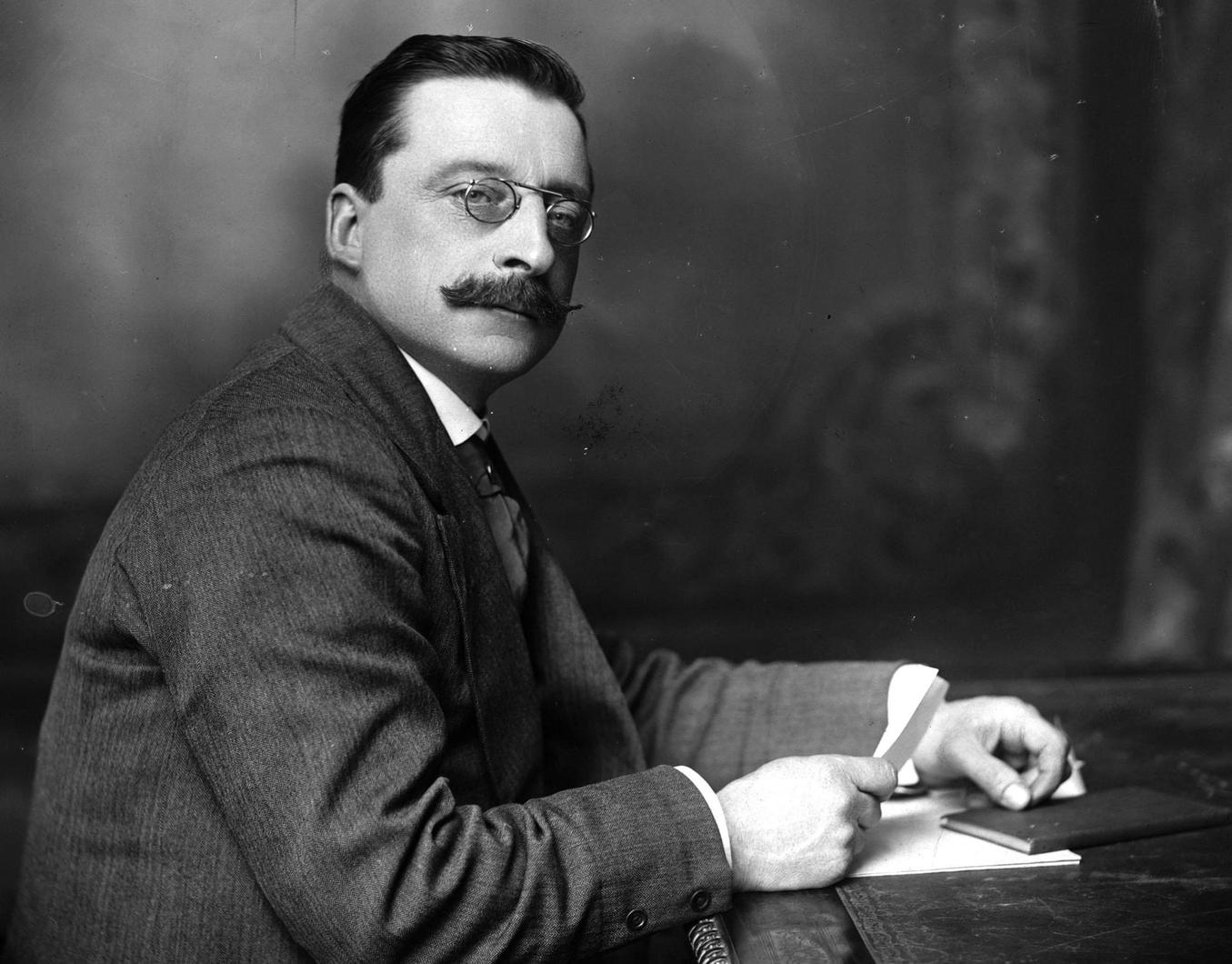
Артур Ґріффіт

Сучасна партія набула своєї форми в 1970 році після чергового розколу (іншою фракцією врешті-решт стала Робітнича партія Ірландії), вона історично була пов'язана з Тимчасовою ірландською республіканською армією (ІРА).

## Назва
Фраза Sinn Féin перекладається з гельської мови як «самі по собі» або «ми самі по собі» і бере свій початок з гасла Sinn Féin Amháin («ми самі по собі наодинці»), який був популярним наприкінці XIX століття та на початку XX століття. Ця фраза виступала як твердження про право Ірландії на незалежність та самовизначення.
Після розколу ІРА у січні 1970 року, в партії Шинн Фейн також відбувся розкол на дві частини. Одна з них стала відомою як «Офіційна Шинн Фейн» або «Шинн Фейн (Гардінер-плейс)», її очолив тодішній очільник партії Томас Мак Джолла. Другу очолив Рурі О'Бреді і вона здобула назву «Тимчасова Шинн Фейн» або «Шинн Фейн (Кевін-стріт)». 1982 року «Офіційна Шинн Фейн» змінила свою назву на «Робоча партія Ірландії», а «Тимчасову Шинн Фейн» стали зазвичай називати просто Шинн Фейн.
Членів або прихильників партії в Британії часто називають пейоративом Shinners.

## Історія

### 1905—1922
Політичну організацію Шинн Фейн було створено 28 листопада 1905 року на першому щорічному засіданні Національної ради Артуром Ґріффітом з метою "створити в столиці Ірландії національний законодавчий орган, наділений моральним авторитетом ірландської нації". Її початкова ідеологія була консервативною та монархічною: партія виступала за становлення англо-ірландської дуалістичної монархії на зразок Австро-Угорщини. Через три роки партія взяла участь у виборах представника півночі ірландського графства Літрім у британському парламенті і набрала 27 %, програвши Ірландській парламентській партії. Після цього рівень підтримки та кількість членів партії впали.
1914 року багато членів Шинн Фейн, включно з Ґріффітом, приєдналися до руху ірландських добровольців, спрямованого проти Ірландської парламентської партії та її лідера Джона Редмонда. Незважаючи на те, що Артур Ґріффіт не брав участі у Великодньому повстанні 1916 року, багато членів партії брали в ньому участь як члени руху ірландських добровольців або Ірландського республіканського братства. Урядові газети звинувачували Шинн Фейн як головних організаторів повстання, що не відповідало дійсності, проте допомогло набути партії ще більшої популярності. Після повстання, в 1917 році, партію було реорганізовано: лідером став Еймон де Валера, а партія із монархічної перетворилася на республіканську. Також була затверджена конституція майбутньої ірландської незалежної держави. На виборах 1918 року Шинн Фейн отримала 73 місця в парламенті із 105. 21 січня 1919 року її члени проголосили незалежну Ірландську Республіку, відмовилися брати участь у засіданнях у Вестмінстері і проголосили власний парламент Дайль. Внаслідок цього почалась війна за незалежність Ірландії, в якій Шинн Фейн підтримала Ірландську республіканську армію.
Війна закінчилась поразкою ІРА та підписанням Англо-ірландського договору 6 грудня 1921 року, згідно з яким більша частина Ірландії, окрім 6 графств Ольстера, ставала домініоном Британської імперії. Частина депутатів Шинн Фейн, разом з лідером де Валерою, не прийняли умови цього договору. Це спричинило розкол партії та подальшу громадянську війну.

### 1923—1970
На парламентських виборах 1922 року більшу кількість голосів отримала частина Шинн Фейн, що була за підписання договору. 27 квітня 1923 року вона стала самостійною партією під назвою «Cumann na nGaedheal» («Суспільство ґелів»). 1933 року вона об'єдналася з двома іншими організаціями і утворила партію Фіне Гел. Інша частина Шинн Фейн продовжувала бойкотувати засідання парламенту аж до 1926 року, коли було скасовано обов'язкову клятву депутатів королю Георгу V та його спадкоємцям. Після цього де Валера та більша частина тодішніх депутатів утворили власну партію Фіанна Файл та вийшли з Шинн Фейн. Після цього на виборах у червні 1927 року Шинн Фейн набрала лише 3,3 % голосів та отримала 5 місць у парламенті. На других парламентських виборах того року, що відбулися у вересні, Шинн Фейн взагалі не брала участі через брак коштів. Партії Фіанна Файл та Фіне Гел надовго стали домінуючими партіями в ірландській політиці.
Після цих подій Шинн Фейн втратила свій вплив на політику в Ірландії і продовжувала підтримувати Ірландську республіканську армію, яка боролася як проти Великої Британії, так і проти Ірландської Вільної держави. Наступного разу вона взяла участь у парламентських виборах в Ірландії тільки 1954 року, де набрала лише 0,1 %. До того вона взяла участь у парламентських виборах у Великій Британії 1950 року із точно таким самим результатом. 1955 року Шинн Фейн отримала два місця у Вестмінстері, які через чотири роки знову втратила. В ті часи вона проводила в обох країнах політику абсентіонізму, тобто бойкотувала засідання парламентів.

### 1970—1975

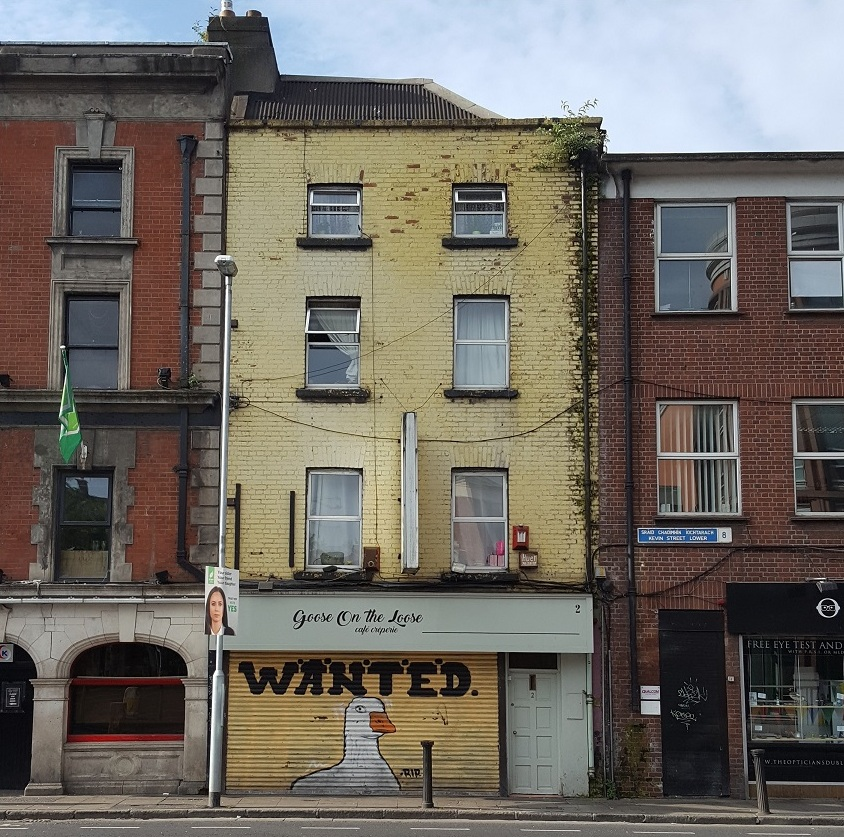
Офіс Тимчасової Шинн Фейн на Кевін-стріт

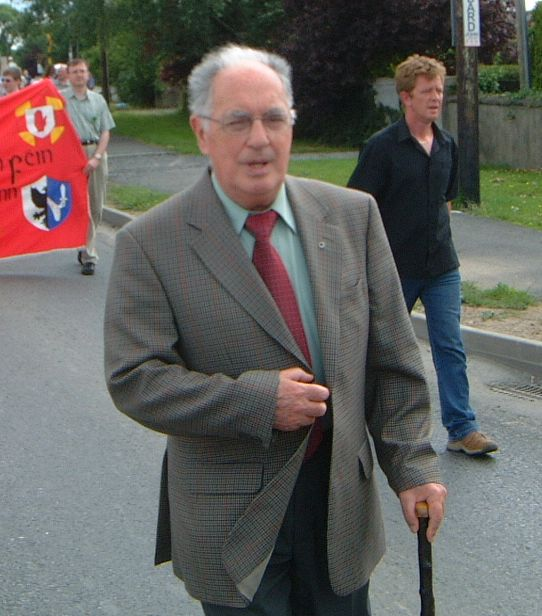
Рорі О'Бреді — лідер Шинн Фейн з 1970 по 1983 роки

В 1960-х деякі діячі партії на чолі з Томасом Мак Джолою почали рухати партію вліво та впроваджувати в ній ідеї марксизму, що підтримували далеко не всі прихильники партії. Внаслідок цього, 1970 року в партії знову відбувся розкол на так звані «офіційну», в яку вступили марксистсько налаштовані члени партії, зокрема Мак Джола, та «тимчасову» Шинн Фейн, головою якої став Рурі О'Бреді. «Офіційна» Шинн Фейн припинила абсентіоністську політику, в той час як «тимчасова» продовжила надавати перевагу збройному спротиву. Слід зазначити, що ІРА зазнала аналогічного розколу в тому ж самому 1970 році. 1982 року «офіційна» Шинн Фейн змінила свою назву на «Робоча партія Ірландії».
Саме в цей час на території Північної Ірландії розпочалися трагічні події, відомі в англомовних країнах як The Troubles. Як Тимчасова ІРА, так і тимчасова Шинн Фейн брали в них дуже активну участь. Це зробило «тимчасову» партію набагато популярнішою в народі, ніж «офіційну». Після того, як ІРА оголосила про припинення вогню у 1975 році, роль партії у суспільстві стала більш вагомою. Нею були започатковані центри, в яких північноірландці могли скаржитись на проблеми з британськими органами влади. До того ж, за рік до цього «тимчасова» Шинн Фейн стала легальною партією в Республіці Ірландія.

### 1976—1983
Після конфлікту дуже серйозною проблемою стали права та статус політичних в'язнів, яких вони були позбавлені 1976 року. Це дійшло до «ковдрового», а згодом «брудного» протестів у в'язниці Мейз, які тривали п'ять років. Під час цих подій у партії Шинн Фейн зростав вплив Джеррі Адамса, який активно вимагав від партії втручатися в ці конфлікти та боротися за права в'язнів. Репутація Рурі О'Бреді серед прихильників партії впала через його участь у припиненні вогню з боку ІРА.
Тим часом протести в'язнів перейшли у голодування 1981 року. Одного з голодуючих, Боббі Сендса, було обрано до британського парламенту він партії Anti H-Block (назва партії походить від блоків у тюрмі Мейз, які мали форму літери "Н"). Незабаром Сендс помер від голодування, а його місце в парламенті зайняв Оуен Керрон. Того ж року двох кандидатів від Anti H-Block було обрано до ірландського парламенту за умови, що вони відвідуватимуть кожне засідання уряду. У відповідь на це Денні Моррісон сформулював нову стратегію партії:
|  | Хто тут узагалі вірить, що ми можемо перемогти у війні за допомогою урн для голосування? Хоча чи буде хтось заперечувати, якщо ми з бюлетенем в одній руці та Armalite в іншій захопимо владу в Ірландії?Оригінальний текст (англ.) Who here really believes we can win the war through the ballot box? But will anyone here object if, with a ballot paper in this hand and an Armalite in the other, we take power in Ireland? |

Ця стратегія в подальшому стала відомою як тактика Armalite та бюлетенів для голосування. План Шинн Фейн та тимчасової ІРА по створенню єдиної федеративної Ірландії, що був відомий під назвою Éire Nua («Нова Ірландія»), був скасований 1982 року. Через рік Адамс став президентом партії замість О'Бреді.

### 1983—1998

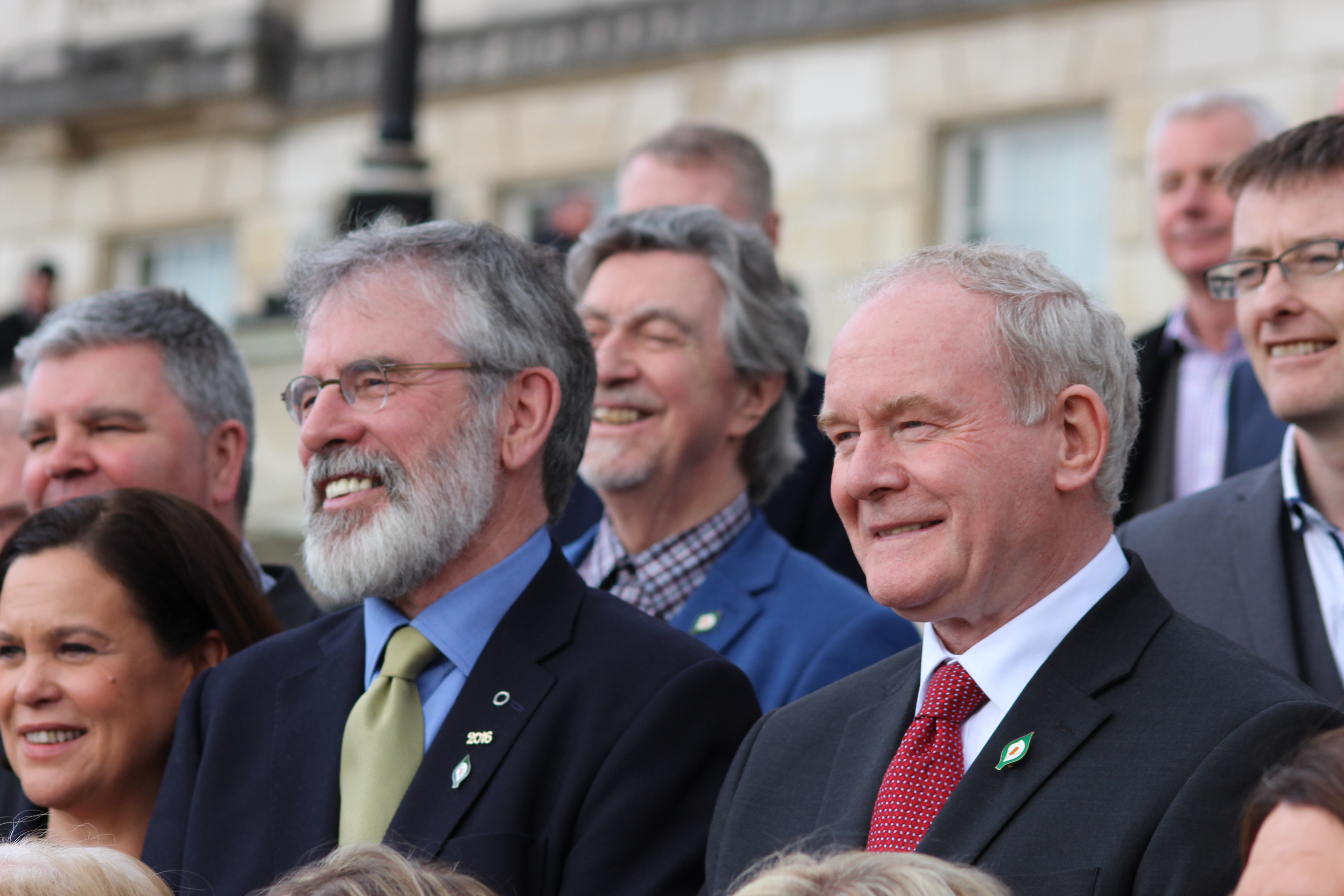
Джеррі Адамс та Мартін Макгіннес

За часи президентства Адамса боротьба на виборах стала набагато вагомішою для партії. 1983 року до міської Белфаста вперше в історії було обрано представника Шинн Фейн. Ним став Алекс Мескі. Того ж року партія набрала понад 100000 голосів на виборах до Палати громад, проте Адамс, що став депутатом, традиційно відмовився від участі в роботі парламенту.
Проте в цей час партія почала переглядати свою політику абсентіонізму в Дайлі. 1985 року на засіданні партії було подано пропозицію про її скасування, яку було відхилено. В жовтні наступного року ІРА підтримала скасування абсентінонізму, і після того 1 листопада дві третини представників Шинн Фейн проголосували за це рішення. Внаслідок цього частина депутатів партії на чолі з О'Браді вийшла з неї і заснувала Республіканську Шинн Фейн.
1994 року британський уряд та представники ірландських партій почали перемовини. Спочатку вони проходили без участі Шинн Фейн, але після припинення вогню з боку Тимчасової ІРА партія також до них долучилася. Однак лідер британських консерваторів Джон Мейджор відсторонив партію від переговорів, доки Тимчасова ІРА не здасть всю зброю повністю. Після перемоги лейбористів у 1997 році новий прем'єр-міністр Тоні Блер поновив статус Шинн Фейн у перемовинах. 10 квітня 1998 року було підписано Белфастську угоду, яка передбачувала створення перехідного уряду в Північній Ірландії та внесення поправок до Конституції Ірландії, які скасовували її територіальні претензії на Ольстер. За традицією, деякі члени Тимчасової ІРА не визнали цієї угоди і створили «Справжню ІРА», яка продовжує збройну боротьбу й дотепер.

### 1998—2017
В грудні 2005 року один із членів Шинн Фейн Деніс Дональдсон публічно зізнався, що за 20 років до того був завербований британськими спецслужбами. 4 квітня 2006 року він був знайдений застреленим у власному будинку в графстві Донегол. У квітні 2009 року Справжня ІРА оприлюднила заяву про відповідальність за вбивство.
Після Белфастської угоди двома найвпливовішими партіями Північної Ірландії сталі Шинн Фейн та Демократична юніоністська партія. Згідно з уогодю, жодне рішення парламенту не може бути прийнятим без підтримки з боку обох партій. У листопаді 2004 року вони майже досягли угоди, але юніоністи наполягали на оприлюдненні фото- та відеодоказів роззброєння ІРА, що було неприйнятним для Шинн Фейн.
28 січня 2007 року партія Шинн Фейн завершила свій 86-річний бойкот засідань парламенту Північної Ірландії, проголосувавши в підтримку нової північноірландської поліції. Деякі з членів партії не сприйняли такого рішення і вийшли з неї, зокрема колишній політв'язень Джеррі Макгіа.
18 листопада 2017 року лідер партії Джеррі Адамс подав у відставку з посту.

### Після 2018 року

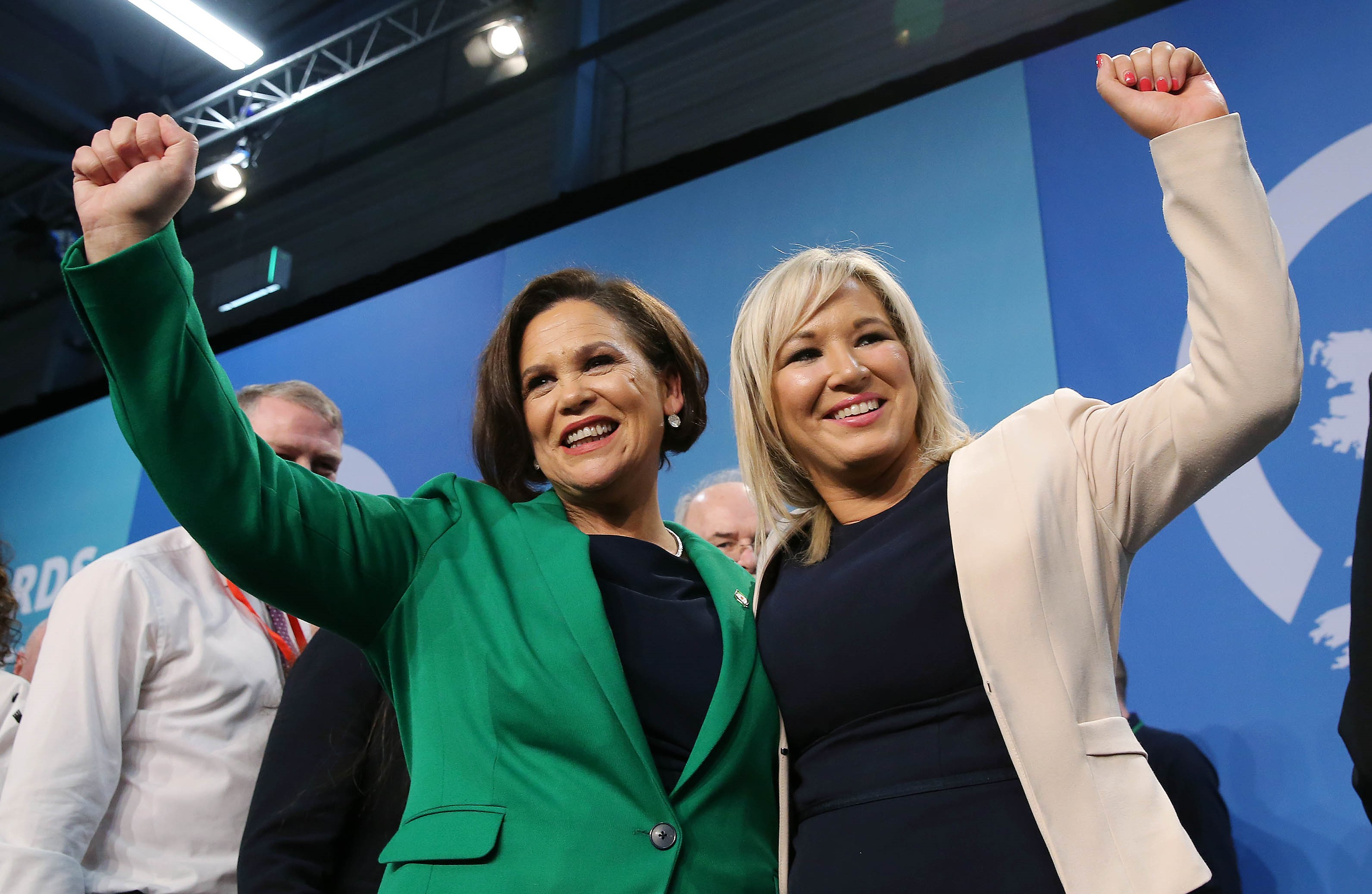
Мері Лу Макдональд та Мішель О'Нілл у лютому 2018 року

10 лютого 2018 року новим президентом партії Шинн Фейн стала Мері Лу Макдональд, віцепрезидентом стала Мішель О'Нілл. Після цього Макдональд зробила заяву, що мета партії — присутність у парламенті як на півночі, так і на півдні Ірландії, і робота в коаліції з іншими партіями. Шинн Фейн виступала проти виходу Північної Ірландії з ЄС разом із Великою Британією. Її депутат Мартін Макгіннес запропонував провести референдум про об'єднання Ірландії, яка залишалась у складі ЄС. Макдональд підтримала його заяву, посилаючись на проблеми із кордоном з Республікою Ірландія, що можуть виникнути після Брекзиту.
На парламентських виборах в Ірландії 2020 року Шинн Фейн набрала 24,5 % голосів виборців, посівши перше місце за цим показником вперше з 1923 року. Партія намагалася сформувати коаліцію з лейбористами та соціал-демократами, проте їй це не вдалося і коаліцію сформували Фіанна Файл, Фіне Гел та Зелена партія Ірландії. Шинн Фейн знову залишилась в опозиції.
На виборах 2022-го року партія отримала 27 з-поміж 90 місць Асамблеї Північної Ірландії, що стало максимумом за всю її історію.

## Ідеологія

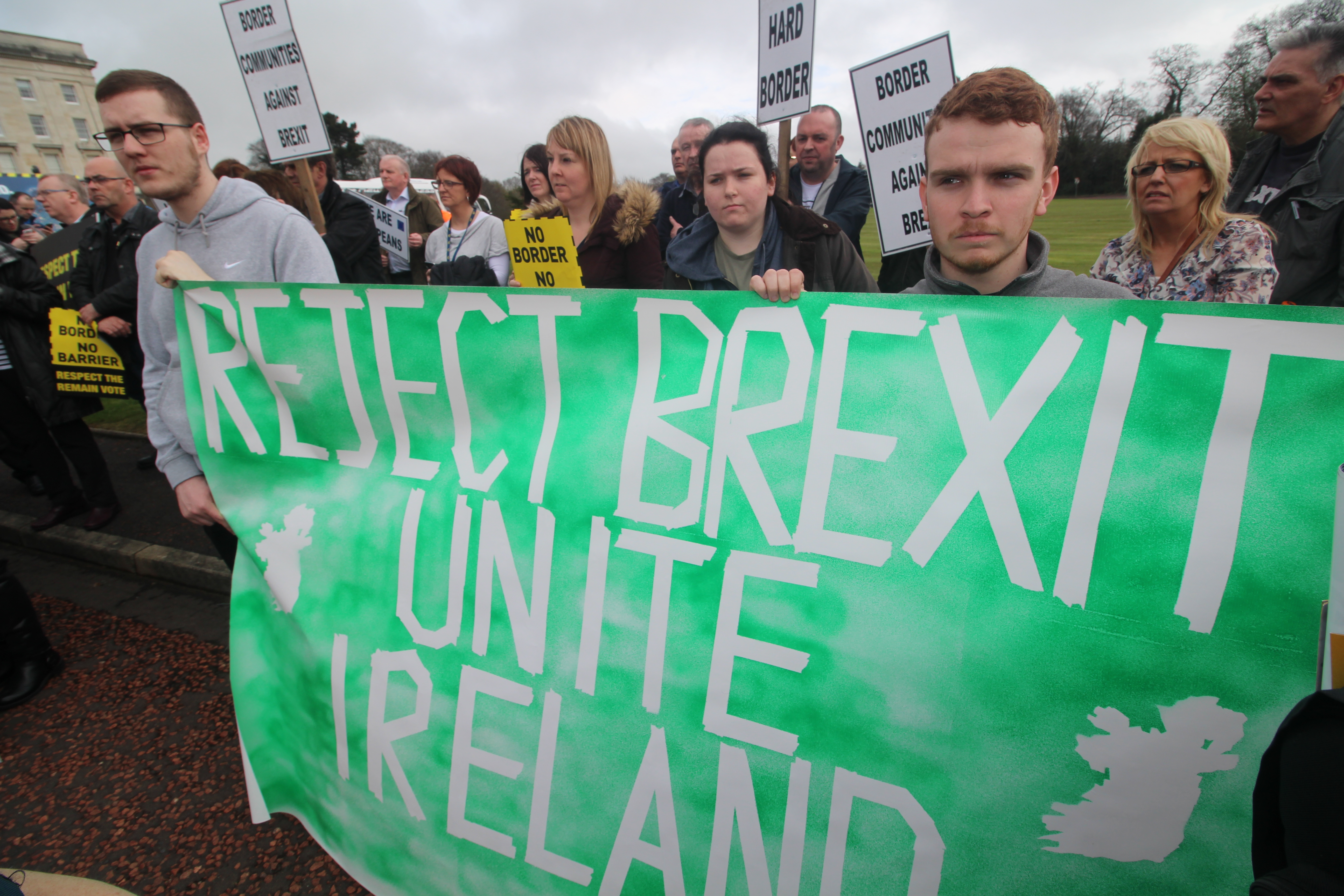
Протест прихильників Шинн Фейн проти Брекзіта

Головна ідея партії — створення об'єднаної Ірландії, на основі цього базується вся ідеологія партії.
Шинн Фейн належить до лівих демократично-соціалістичних партій. В Європарламенті партія належить до групи Європейські об'єднані ліві/Ліво-зелені Півночі. Шинн Фейн виступає на захист імміграції у випадку, якщо вона допомагає заповнити ринок праці та система може інтегрувати мігрантів. Партія також виступає за зменшення часу на розгляд заявок для біженців. Політики Шинн Фейн не підтримують ідеї «відкритих кордонів» та відстоюють скасування системи Direct provision для біженців, оскільки вважають її такою, що принижує людську гідність. Партія націлена на ліквідацію бідності. Шинн Фейн проти розповсюдження закону Великої Британії про легалізацію абортів на Північну Ірландію, партія заявила, що не підтримує у суспільстві погляди, що примушують жінок робити аборти або криміналізують тих, хто прийняв це рішення. Партія стверджує, що у випадках інцесту, зґвалтування, сексуального насильства, "смертельних аномалій плода" або коли життя та здоров'я жінки знаходяться під загрозою, остаточне рішення має приймати жінка. На ірландському референдумі 2018 року щодо легалізації абортів Шинн Фейн спершу агітувала «За», але виступала проти абортів на термінах після 12-ти тижнів.
Шинн Фейн є поміркованою євроскептичною партією. На референдумі 1972 року про вступ Ірландії до ЄЕС партія виступала проти нього. Вони були по один бік барикад із Ольстерською юніоністською партією стосовно вступу Великої Британії до ЄЕС у 1975 році. 2002 року партія не підтримала Європейську конституцію, а 2008 — підписання Лісабонської угоди. Тоді Мері Лу Макдональд заявила, що «немає ніякого протиріччя в тому, щоб бути проєвропейським, але виступати проти цієї угоди».  У своєму маніфесті до виборів у Великій Британії 2015 року Шінн Фейн заявила, що партія проводитиме кампанію за те, щоб Велика Британія залишалася в межах Європейського Союзу, а Мартін Макгінесс заявив, що вихід «буде абсолютною економічною катастрофою». На початку XXI століття політика партії перейшла до більш помірного євроскептицизму: зараз Шинн Фейн підтримує політику ЄС щодо рівності та прав людини, але відхиляє ідею створення «Сполучених Штатів Європи».

### Соціальна та культурна політика
- Припинення академічного відбору в системі освіти[46]
- Введення посади «міністра по справах дітей»
- Надання ірландській мові в Північній Ірландії такого ж статусу, яка має валлійська в Уельсі[47]
- Введення в Північній Ірландії податку на поліетиленові пакети
- Вивчення ірландської мови у школах Північної Ірландії
- Легалізація одностатевих шлюбів в Північній Ірландії[48] (Legalised via act of UK Parliament in 2019.[49]

### Економічна політика
- Зростання податку на утримання відсотків за депозитом та податку на приріст капіталу
- Обмеження заробітної плати для працівників державного сектора в розмірі трьох середніх зарплат робітника
- Обмеження заробітної плати інспекторів та урядових міністрів
- Стандартизація дискреційних податкових пільг
- Збільшення державних інвестицій в економіку
- Зниження податкових пільг на іпотечні проценти для орендодавців та податкових пільг на основі майна
- Створення державного фонду допомоги малим та середнім підприємствам
- Створення цілісної економіки єдиної Ірландії з однаковими валютою та податковою політикою
- Збільшення державної допомоги людям з інвалідністю[50]

### Охорона здоров'я
- Створення загальноірландської національної служби з охорони здоров'я
- Обмеження заробітної плати консультантів
- Скасування рецептурних зборів для пацієнтів з медичними картками
- Розширення центрів первинної медичної допомоги
- Поступове скасування субсидій приватної практики в державних лікарнях
- Безкоштовний скринінг на виявлення раку молочної залози для всіх жінок від 40 років[51]

### Міжнародні відносини
Шинн Фейн має довготривалі стосунки із Африканським національним конгресом, Нельсон Мандела описав партію як свого давнього союзника у справі боротьби з апартеїдом.  Партія підтримує Палестинську державу в Ізраїльсько-Палестинському конфлікті, незалежність Каталонії від Іспанії, право басків на самовизначення. Шинн Фейн не підтримує економічні санкції США проти Куби. Тодішній лідер партії Джеррі Адамс відвідав поховання Фіделя Кастро в 2016 році та назвав його «борцем за свободу» та «другом Ірландії».

## Електоральна історія

### Північна Ірландія

#### Вибори до місцевих законодавчих органів
| Рік  | Орган                            | Місць отримано | ±   | Позиція | Голоси за першим пріоритетом | %      | Статус в уряді                | Лідер партії    |
| ---- | -------------------------------- | -------------- | --- | ------- | ---------------------------- | ------ | ----------------------------- | --------------- |
| 1921 | Палата громад Північної Ірландії | 6 / 52         | ▲6  | ▲2      | 104,917                      | 20.5 % | Абстенціонізм                 | Еймон де Валера |
| 1982 | Асамблея Північної Ірландії      | 5 / 78         | ▲5  | ▲5      | 64,191                       | 10.1 % | Абстенціонізм                 | Рорі О'Браді    |
| 1996 | Форум Північної Ірландії         | 17 / 110       | ▲17 | ▲4      | 116,377                      | 15.5 % | Абстенціонізм                 | Джеррі Адамс    |
| 1998 | Асамблея Північної Ірландії      | 18 / 108       | ▲18 | ▬4      | 142,858                      | 17.7 % | Коаліція (UUP-SDLP-DUP-SF)    | Джеррі Адамс    |
| 2003 | Асамблея Північної Ірландії      | 24 / 108       | ▲6  | ▲3      | 162,758                      | 23.5 % | Пряме керування урядом ВБ     | Джеррі Адамс    |
| 2007 | Асамблея Північної Ірландії      | 28 / 108       | ▲4  | ▲2      | 180,573                      | 26.2 % | Коаліція (DUP-SF-SDLP-UUP-AP) | Джеррі Адамс    |
| 2011 | Асамблея Північної Ірландії      | 29 / 108       | ▲1  | ▬2      | 178,224                      | 26.3 % | Коаліція (DUP-SF-UUP-SDLP-AP) | Джеррі Адамс    |
| 2016 | Асамблея Північної Ірландії      | 28 / 108       | ▼1  | ▬2      | 166,785                      | 24.0 % | Коаліція (DUP-SF-Ind.)        | Джеррі Адамс    |
| 2017 | Асамблея Північної Ірландії      | 27 / 90        | ▼1  | ▬2      | 224,245                      | 27.9 % | Коаліція (DUP-SF-UUP-SDLP-AP) | Джеррі Адамс    |

#### Вибори доПалати громад
| Рік  | Місць отримано | ±   | Позиція | Голосів | % (в ПІ) | % (в ВБ)     | Статус в уряді | Лідер партії       |
| ---- | -------------- | --- | ------- | ------- | -------- | ------------ | -------------- | ------------------ |
| 1924 | 0 / 13         | ▬   | 0       | 34,181  |          | 0.2 %        | Без місць      | Еймон де Валера    |
| 1950 | 0 / 12         | ▬   | 0       | 23,362  | 0.1 %    | Без місць    | Маргарет Баклі |                    |
| 1955 | 2 / 12         | ▲2  | ▲4      | 152,310 | 0.6 %    | Абсентіонізм | Педді Маклоган |                    |
| 1959 | 0 / 12         | ▼2  | 0       | 63,415  | 0.2 %    | Без місць    | Педді Маклоган |                    |
| 1983 | 1 / 17         | ▲1  | ▲8      | 102,701 | 13.4 %   | 0.3 %        | Абсентіонізм   | Рорі О'Браді       |
| 1987 | 1 / 17         | ▬   | ▲6      | 83,389  | 11.4 %   | 0.3 %        | Абсентіонізм   | Джеррі Адамс       |
| 1992 | 0 / 17         | ▼1  | None    | 78,291  | 10.0 %   | 0.2 %        | Без місць      | Джеррі Адамс       |
| 1997 | 2 / 18         | ▲2  | ▲8      | 126,921 | 16.1 %   | 0.4 %        | Абсентіонізм   | Джеррі Адамс       |
| 2001 | 4 / 18         | ▲2  | ▲6      | 175,933 | 21.7 %   | 0.7 %        | Абсентіонізм   | Джеррі Адамс       |
| 2005 | 5 / 18         | ▲1  | ▬6      | 174,530 | 24.3 %   | 0.6 %        | Абсентіонізм   | Джеррі Адамс       |
| 2010 | 5 / 18         | ▬   | ▬6      | 171,942 | 25.5 %   | 0.6 %        | Абсентіонізм   | Джеррі Адамс       |
| 2015 | 4 / 18         | ▼ 1 | ▬6      | 176,232 | 24.5 %   | 0.6 %        | Абсентіонізм   | Джеррі Адамс       |
| 2017 | 7 / 18         | ▲3  | ▬6      | 238,915 | 29.4 %   | 0.7 %        | Абсентіонізм   | Джеррі Адамс       |
| 2019 | 7 / 18         | ▬   | ▬6      | 181,853 | 22.8 %   | 0.6 %        | Абсентіонізм   | Мері Лу Макдональд |

### Вибори в Ірландії

#### Вибори до ірландського парламенту
| Рік                               | Місць отримано               | ±   | Позиція | Голоси за 1-м пріоритетом | %      | Статус в уряді                    | Лідер партії                  |
| --------------------------------- | ---------------------------- | --- | ------- | ------------------------- | ------ | --------------------------------- | ----------------------------- |
| 1918 (Вестмінстер)                | 73 / 105                     | ▲73 | ▲1      | 476,087                   | 46.9 % | Декларація Ірландської Республіки | Еймон де Валера               |
| 1921 (Палата громад Пд. Ірландії) | 124 / 128(elected unopposed) | ▲51 | ▬1      | –                         | –      | Декларація Ірландської Республіки | Еймон де Валера               |
| 1922                              | 58 / 128 (Pro-Treaty)        | N/A | ▬1      | 239,195                   | 38.5 % | Уряд меншості                     | Майкл Коллінз (Pro-Treaty)    |
| 1922                              | 36 / 128 (Anti-Treaty)       | N/A | ▼2      | 135,310                   | 21.8 % | Абсентіонізм                      | Еймон де Валера (Anti-Treaty) |
| 1923                              | 44 / 153                     | ▲8  | ▬2      | 288,794                   | 27.4 % | Абсентіонізм                      | Еймон де Валера               |
| Червень 1927                      | 5 / 153                      | ▼39 | ▼6      | 41,401                    | 3.6 %  | Абсентіонізм                      | Джон О'Келлі                  |
| 1954                              | 0 / 147                      | ▬   | 0       | 1,990                     | 0.1 %  | Без місць                         | Томас Дойл                    |
| 1957                              | 4 / 147                      | ▲4  | ▲4th    | 65,640                    | 5.3 %  | Абсентіонізм                      | Педді Маклоган                |
| 1961                              | 0 / 144                      | ▼4  | 0       | 36,396                    | 3.1 %  | Без місць                         | Педді Маклоган                |
| Лютий 1982                        | 0 / 166                      | ▬   | 0       | 16,894                    | 1.0 %  | Без місць                         | Рорі О'Браді                  |
| 1987                              | 0 / 166                      | ▬   | 0       | 32,933                    | 1.9 %  | Без місць                         | Джеррі Адамс                  |
| 1989                              | 0 / 166                      | ▬   | 0       | 20,003                    | 1.2 %  | Без місць                         | Джеррі Адамс                  |
| 1992                              | 0 / 166                      | ▬   | 0       | 27,809                    | 1.6 %  | Без місць                         | Джеррі Адамс                  |
| 1997                              | 1 / 166                      | ▲1  | ▲6      | 45,614                    | 2.5 %  | Опозиція                          | Джеррі Адамс                  |
| 2002                              | 5 / 166                      | ▲4  | ▬6      | 121,020                   | 6.5 %  | Опозиція                          | Джеррі Адамс                  |
| 2007                              | 4 / 166                      | ▼1  | ▲5      | 143,410                   | 6.9 %  | Опозиція                          | Джеррі Адамс                  |
| 2011                              | 14 / 166                     | ▲10 | ▲4      | 220,661                   | 9.9 %  | Опозиція                          | Джеррі Адамс                  |
| 2016                              | 23 / 158                     | ▲9  | ▲3      | 295,319                   | 13.8 % | Опозиція                          | Джеррі Адамс                  |
| 2020                              | 37 / 160                     | ▲14 | ▲2      | 535,595                   | 24.5 % | Опозиція                          | Мері Лу Макдональд            |

### Вибори до Європарламенту
| Рік  | Країна            | Голоси за 1-м пріоритетом | % голосів | К-ть місць |
| ---- | ----------------- | ------------------------- | --------- | ---------- |
| 1984 | Північна Ірландія | 91 476                    | 13,3 %    | 0 / 3      |
| 1984 | Ірландія          | 54 672                    | 4,9 %     | 0 / 15     |
| 1989 | Північна Ірландія | 48 914                    | 9,0 %     | 0 / 3      |
| 1989 | Ірландія          | 35 923                    | 2,2 %     | 0 / 15     |
| 1994 | Північна Ірландія | 55 215                    | 9,9 %     | 0 / 3      |
| 1994 | Ірландія          | 33 823                    | 3,0 %     | 0 / 15     |
| 1999 | Північна Ірландія | 117 643                   | 17,3 %    | 0 / 3      |
| 1999 | Ірландія          | 88 165                    | 6,3 %     | 0 / 15     |
| 2004 | Північна Ірландія | 144 541                   | 26,3 %    | 1 / 3      |
| 2004 | Ірландія          | 197 715                   | 11,1 %    | 1 / 13     |
| 2009 | Північна Ірландія | 126 184                   | 25,8 %    | 1 / 3      |
| 2009 | Ірландія          | 205 613                   | 11,2 %    | 0 / 12     |
| 2014 | Північна Ірландія | 159 813                   | 25,5 %    | 1 / 3      |
| 2014 | Ірландія          | 323 300                   | 19,5 %    | 3 / 11     |
| 2019 | Північна Ірландія | 126 951                   | 22,17 %   | 1 / 3      |
| 2019 | Ірландія          | 196 001                   | 11,7 %    | 1 / 11     |